# Divided government
Unter divided government (deutsch „geteilte Regierung“) versteht man das Auseinanderfallen der Parteizugehörigkeit des amerikanischen Präsidenten und der Parteizugehörigkeit der Mehrheit des Kongresses (bestehend aus Senat und Repräsentantenhaus). Gehören Mehrheit in beiden Kongresskammern und Präsident derselben Partei an, so spricht man vom unified government (deutsch: „vereinte Regierung“). Die Begriffe divided government und unified government finden auch in den US-Bundesstaaten in Bezug auf Gouverneur und Bundesstaatsparlamente Anwendung.

## Beschreibung
Jüngste Beispiele dafür sind Beginn und Ende der Wahlperiode von George W. Bush. Bei den Wahlen des Jahres 2004 erreichte seine Republikanische Partei jedoch die Mehrheit im Kongress. Aufgrund der Terroranschläge am 11. September 2001 jedoch wurden die Probleme des divided government nicht so deutlich, wie dies zum Beispiel unter Bill Clinton ab 1995 der Fall war. Angesichts der Terroranschläge und gesamtnationalem Interesse herrschte weitestgehend ein überparteilicher Konsens. Auch zwischen dem Jahr 2007, als die Republikaner die Mehrheit im Kongress verloren, und dem Jahr 2009, als sie auch das Präsidentenamt an Barack Obama verloren, gab es ein divided government. Seit Januar 2011 gab es erneut ein divided government, da die Demokraten in den Wahlen von 2010 die Mehrheit im Repräsentantenhaus an die Republikaner verloren. Auch nach den Wahlen 2012 bleibt diese Lage bestehen, da Obama wiedergewählt wurde und sowohl die Republikaner im Haus als auch die Demokraten im Senat ihre Mehrheiten verteidigen konnten. Nach den Wahlen 2014 konnten die Republikaner darüber hinaus auch eine Mehrheit im Senat erringen. Nach der Wahl von Donald Trump zum Präsidenten hatten die USA ab Januar 2017 wieder eine „vereinte Regierung“, da seine Republikaner auch ihre Mehrheiten im Kongress verteidigen konnten. Infolge der Midterm-Wahlen 2018 trat ab Januar 2019 jedoch mit Rückeroberung der Mehrheit im Repräsentantenhaus durch die Demokraten wieder eine geteilte Regierung ein.
Da die Wahlsysteme der US-Bundesstaaten ebenfalls eine getrennte Wahl zwischen Gouverneur, der auf Bundesstaatsebene die Position eines Staats- und Regierungschefs ausübt, sowie der Legislative vorsehen, kann eine geteilte Regierung also auch hier auftreten, falls Gouverneur und die Mehrheit in einer oder beiden Kammern der Bundesstaatsparlamente unterschiedlicher Parteien angehören. Derzeit gibt es in 20 der 50 Bundesstaaten eine geteilte Regierung.
Der Begriff findet in der Politikwissenschaft Verwendung. Auch die funktionalen und strukturellen Aufgabenteilung von Bundestag und Bundesrat werden manchmal als divided government beschrieben. Im französischen Regierungssystem spricht man von cohabitation.

## Konsequenzen
Im präsidentiellen Regierungssystem sind Parlament und Regierung strikt voneinander getrennt. Sie bilden also im Gegensatz zu einer Koalition in parlamentarischen Systemen weder eine Handlungseinheit noch einen politischen Akteur. Gleichzeitig sind die beiden Gewalten in der Politikgestaltung aufeinander angewiesen. Aufgrund des ohnehin schon komplizierten Gesetzgebungsverfahren in den USA kommen nachhaltige Regelungen eigentlich nur dann zustande, wenn sich die Mehrheiten im Kongress und der Präsident einigen. Bei divided government werden die institutionellen Rivalitäten noch durch parteipolitische Konkurrenz verstärkt, was zwar bedeutet, dass Verhandlungen zwischen unterschiedlichen Interessen gefördert werden, aber gleichzeitig auch Transparenz verloren geht. Es wird für die Bürger demnach schwieriger, Politikergebnisse Einzelnen oder Parteien zuzuschreiben, wodurch auch die Informationsbeschaffung über Parteien oder Kandidaten deutlich aufwendiger wird.
Aufgrund der Notwendigkeit, mit mehreren Akteuren mit divergierenden Interessen zu verhandeln, wird das System ineffizienter und ineffektiver, wodurch das System Gefahr läuft, nicht mehr praktikabel zu sein. Im schlimmsten Fall entwickelt sich diese Problematik zu einem Stillstand, in dem sich Parlament und Regierung gegenseitig blockieren, was in der Fachsprache gridlock („Politikstau“) genannt wird. Dieser Fall tritt spätestens dann ein, wenn in der Bevölkerung eine Nachfrage nach einer legislativen Agenda besteht, die aber nicht befriedigt werden kann, weil keine Gesetze verabschiedet werden können. Gesetzesentwürfe müssen von beiden Häusern des Kongresses, auf bundesstaatlicher Ebene von beiden Parlamentskammern (lediglich Nebraska hat nur eine Kammer), verabschiedet werden und vom Präsident bzw. Gouverneur gebilligt werden. In der Tat liegt bei divided government eine deutlich höhere Anzahl an Vetos vor als bei unified governments. Ein Veto des Präsidenten kann nur mit Zweidrittelmehrheiten aufgehoben werden. Auch in den Bundesstaaten liegt die Hürde zur Überstimmung eines Vetos oft bei einer Zweidrittelmehrheit in den Parlamentskammern.

## Divided governments seit 1901
Bei den folgend fett gedruckten Zeitspannen liegt jeweils eine geteilte Regierung vor. Der kurze Zeitraum zwischen der Konstituierung des neugewählten Kongresses und der Amtseinführung des Präsidenten der Vereinigten Staaten ist in der Tabelle nicht gesondert dargestellt. Die Buchstaben beziehen sich auf die jeweilige Partei, die in einer oder beiden Kongresskammern über eine Mehrheit verfügt, bzw. welche Partei den Präsidenten stellt. D und ein blauer Hintergrund steht für die Demokratische Partei, R und ein roter Hintergrund für die Republikanische Partei.
| Jahre     | Präsident                  | Senat  | Repräsentantenhaus |
| --------- | -------------------------- | ------ | ------------------ |
| 1901–1903 | Theodore Roosevelt         | R      | R                  |
| 1903–1905 | Theodore Roosevelt         | R      | R                  |
| 1905–1907 | Theodore Roosevelt         | R      | R                  |
| 1907–1909 | Theodore Roosevelt         | R      | R                  |
| 1909–1911 | William Howard Taft        | R      | R                  |
| 1911–1913 | William Howard Taft        | R      | D                  |
| 1913–1915 | Woodrow Wilson             | D      | D                  |
| 1915–1917 | Woodrow Wilson             | D      | D                  |
| 1917–1919 | Woodrow Wilson             | D      | D                  |
| 1919–1921 | Woodrow Wilson             | R      | R                  |
| 1921–1923 | Warren G. Harding          | R      | R                  |
| 1923–1925 | Calvin Coolidge            | R      | R                  |
| 1925–1927 | Calvin Coolidge            | R      | R                  |
| 1927–1929 | Calvin Coolidge            | R      | R                  |
| 1929–1931 | Herbert Hoover             | R      | R                  |
| 1931–1933 | Herbert Hoover             | R      | D                  |
| 1933–1935 | Franklin D. Roosevelt      | D      | D                  |
| 1935–1937 | Franklin D. Roosevelt      | D      | D                  |
| 1937–1939 | Franklin D. Roosevelt      | D      | D                  |
| 1939–1941 | Franklin D. Roosevelt      | D      | D                  |
| 1941–1943 | Franklin D. Roosevelt      | D      | D                  |
| 1943–1945 | Franklin D. Roosevelt      | D      | D                  |
| 1945–1947 | Harry S. Truman            | D      | D                  |
| 1947–1949 | Harry S. Truman            | R      | R                  |
| 1949–1951 | Harry S. Truman            | D      | D                  |
| 1951–1953 | Harry S. Truman            | D      | D                  |
| 1953–1955 | Dwight D. Eisenhower       | R      | R                  |
| 1955–1957 | Dwight D. Eisenhower       | D      | D                  |
| 1957–1959 | Dwight D. Eisenhower       | D      | D                  |
| 1959–1961 | Dwight D. Eisenhower       | D      | D                  |
| 1961–1963 | John F. Kennedy            | D      | D                  |
| 1963–1965 | Lyndon B. Johnson          | D      | D                  |
| 1965–1967 | Lyndon B. Johnson          | D      | D                  |
| 1967–1969 | Lyndon B. Johnson          | D      | D                  |
| 1969–1971 | Richard Nixon              | D      | D                  |
| 1971–1973 | Richard Nixon              | D      | D                  |
| 1973–1975 | Richard Nixon, Gerald Ford | D      | D                  |
| 1975–1977 | Gerald Ford                | D      | D                  |
| 1977–1979 | Jimmy Carter               | D      | D                  |
| 1979–1981 | Jimmy Carter               | D      | D                  |
| 1981–1983 | Ronald Reagan              | R      | D                  |
| 1983–1985 | Ronald Reagan              | R      | D                  |
| 1985–1987 | Ronald Reagan              | R      | D                  |
| 1987–1989 | Ronald Reagan              | D      | D                  |
| 1989–1991 | George H. W. Bush          | D      | D                  |
| 1991–1993 | George H. W. Bush          | D      | D                  |
| 1993–1995 | Bill Clinton               | D      | D                  |
| 1995–1997 | Bill Clinton               | R      | R                  |
| 1997–1999 | Bill Clinton               | R      | R                  |
| 1999–2001 | Bill Clinton               | R      | R                  |
| 2001–2003 | George W. Bush             | R/D A1 | R                  |
| 2003–2005 | George W. Bush             | R      | R                  |
| 2005–2007 | George W. Bush             | R      | R                  |
| 2007–2009 | George W. Bush             | D      | D                  |
| 2009–2011 | Barack Obama               | D      | D                  |
| 2011–2013 | Barack Obama               | D      | R                  |
| 2013–2015 | Barack Obama               | D      | R                  |
| 2015–2017 | Barack Obama               | R      | R                  |
| 2017–2019 | Donald Trump               | R      | R                  |
| 2019–2021 | Donald Trump               | R      | D                  |
| 2021–2023 | Joe Biden                  | D A2   | D                  |
| 2023–2025 | Joe Biden                  | D      | R                  |
| 2025–2027 | Donald Trump               | R      | R                  |